# Olmedo de Camaces
Olmedo de Camaces es un municipio y localidad española de la provincia de Salamanca, en la comunidad autónoma de Castilla y León. Se integra dentro de la comarca de Vitigudino y la subcomarca de El Abadengo. Pertenece al partido judicial de Vitigudino.
Su término municipal está formado por Olmedo y los despoblados de Arévalo, Fuenlabrada, Hernandinos y Tunja, ocupa una superficie total de 90,54 km² y según el padrón municipal elaborado por el INE en el año 2017, cuenta con una población de 106 habitantes.

## Toponimia
Olmedo de Camaces toma su nombre de la antigua abundancia de olmos en el lugar así como por su pertenencia al campo de Camaces en torno al río del mismo nombre. En la plaza mayor se encontraba hasta ahora el único olmo que daba nombre al pueblo, el cual fue derribado por un tornado, llevándose por delante 250 años de existencia de dicho árbol.

## Geografía
La altitud media de este municipio es de 713 m s. n. m. El sierro es una montaña cercana al pueblo, en la cual antiguamente se encontraba una ermita. San Jorge es el patrón del pueblo, que da nombre a la pequeña montaña.
Olmedo de Camaces se encuentra situado en el noroeste salmantino. Dista 95 km de Salamanca capital. Se encuentra en la comarca de El Abadengo. Pertenece a la Mancomunidad El Abadengo y al partido judicial de Vitigudino.
| Noroeste: Lumbrales                   | Norte: Cerralbo | Noreste: Bogajo                         |
| Oeste: Ahigal de los Aceiteros        |                 | Este: Fuenteliante                      |
| Suroeste: San Felices de los Gallegos | Sur: Bañobárez  | Sureste: Fuenteliante y Sancti-Spíritus |

## Historia
La actual población responde a su repoblación por los monarcas del Reino de León en los siglos XII y XIII, cediendo la gestión de El Abadengo a la Orden del Temple, que después de su disolución pasó a formar parte de la diócesis de Ciudad Rodrigo, fundada por Fernando II de León en el siglo XII para reforzar la frontera entre León y Portugal. Con la división territorial de España de 1833 en la que se crean las actuales provincias, Olmedo queda encuadrado dentro de la Región Leonesa, formada por las provincias de León, Zamora y Salamanca, de carácter meramente clasificatorio, sin operatividad administrativa, que a grandes rasgos vendría a recoger la antigua demarcación del Reino de León.

## Demografía
Olmedo de Camaces cuenta con una población de 94 habitantes (INE 2024).
| Gráfica de evolución demográfica de Olmedo de Camaces entre 1842 y 2021 |
| |
| Población de derecho según los censos de población del INE Población de hecho según los censos de población del INEEn estos censos se denominaba Olmedo: 1842, 1857, 1860, 1877, 1887, 1897, 1900 y 1910 |

Según el Instituto Nacional de Estadística, Olmedo de Camaces tenía, a 31 de diciembre de 2018, una población total de 100 habitantes, de los cuales 53 eran hombres y 47 mujeres. Respecto al año 2000, el censo refleja 172 habitantes, de los cuales 83 eran hombres y 89 mujeres. Por lo tanto, la pérdida de población en el municipio para el periodo 2000-2018 ha sido de 72 habitantes, un 42% de descenso. 
Arévalo, Fuenlabrada, Hernandinos y Tunja son núcleos que también pertecenen al municipio de Olmedo, pero están clasificados como despoblados.

## Símbolos

### Escudo
Aprobado en el BOP de Salamanca con fecha de 3 de noviembre de 2022.
Escudo español cuadrilongo de base redondeada. Cortado y medio partido. 1.º, en plata, un olmo, al natural. 2.º, en oro, un cerro, al natural, sumado de una bandera, al natural, cargada con la cruz de San Jorge, de gules. 3.º, en azur, un puente de plata, sobre ondas de plata y azur. Al timbre corona real cerrada. (Boca del escudo y corona según los artículos 11 y 12 de Decreto 105/1991 de 9 de mayo de la Junta de Castilla y León).
El olmo hace referencia a la abundancia de los mismos en el término y al nombre del pueblo. El cerro hace referencia al río Camaces y el puente al más antiguo de la localidad , el puente viejo.

### Bandera
Paño de proporciones 2:3, por mitad horizontal. El rectángulo al borde superior de color verde. El rectángulo al borde inferior de color azul. Sobre el todo la cruz de San Jorge de color rojo. En el medio insertado el escudo del pueblo.
El color verde del rectángulo superior hace referencia al color del olmo. El rectángulo inferior es color azul en referencia al color del río Camaces. La cruz de San Jorge de color rojo hace referencia a su patrón.

## Administración y política

### Gobierno municipal
| Partido político                         | 2023  | 2023  | 2023       | 2019  | 2019  | 2019       | 2015  | 2015  | 2015       | 2011  | 2011  | 2011       | 2007  | 2007  | 2007       | 2003  | 2003  | 2003       |
| Partido político                         | %     | Votos | Concejales | %     | Votos | Concejales | %     | Votos | Concejales | %     | Votos | Concejales | %     | Votos | Concejales | %     | Votos | Concejales |
| Unión del Pueblo Leonés (UPL)            | 50,00 | 42    | 2          | —     | —     | —          | —     | —     | —          | —     | —     | —          | —     | —     | —          | —     | —     | —          |
| Partido Socialista Obrero Español (PSOE) | 21,42 | 18    | 1          | 32,14 | 27    | 1          | 33,70 | 31    | 1          | 32,41 | 35    | 1          | 40,98 | 50    | 1          | 46,09 | 59    | 1          |
| Partido Popular (PP)                     | 19,05 | 16    | 0          | 65,48 | 55    | 2          | 63,04 | 58    | 4          | 64,81 | 70    | 4          | 57,38 | 70    | 4          | 58,59 | 75    | 4          |

### Elecciones autonómicas
| Partido político                         | 2019  | 2019 | 2015  | 2015  | 2011  | 2011 | 2007  | 2007 | 2003  | 2003 | 1999  | 1999 | 1991  | 1991 | 1987  | 1987 | 1983  | 1983 |
| Partido político                         | Votos | %    | Votos | %     | Votos | %    | Votos | %    | Votos | %    | Votos | %    | Votos | %    | Votos | %    | Votos | %    |
| Partido Popular (PP)                     | —     | —    | 49    | 54,44 | —     | —    | —     | —    | —     | —    | —     | —    | —     | —    | —     | —    | —     | —    |
| Partido Socialista Obrero Español (PSOE) | —     | —    | 30    | 33,33 | —     | —    | —     | —    | —     | —    | —     | —    | —     | —    | —     | —    | —     | —    |
| Podemos-Equo                             | —     | —    | 4     | 4,44  | —     | —    | —     | —    | —     | —    | —     | —    | —     | —    | —     | —    | —     | —    |
| Ciudadanos (Cs)                          | —     | —    | 3     | 3,33  | —     | —    | —     | —    | —     | —    | —     | —    | —     | —    | —     | —    | —     | —    |